# Citizens Financial Group
Citizens Financial Group, «Ситизенс Файнэншиэл Груп» — американская банковская компания со штаб-квартирой в городе Провиденс, Род-Айленд. Входит в двадцатку крупнейших банков США. С 1988 по 2015 год была дочерней компанией Royal Bank of Scotland Group (RBS).
По состоянию на 2015 год Citizens являлся 13-м по величине банком в Соединенных Штатах, имеет более 1200 отделений и около 3200 банкоматов в 11 штатах под брендом Citizens Bank.

## История
Citizens была основана в 1828 году как High Street Bank в Провиденсе, Род-Айленд. В 1871 году законодательное собрание Род-Айленда выдало лицензию на создание второго банка штата, Citizens Savings Bank, который в конечном итоге поглотил первый, став Citizens Trust Company. После приобретения в 1954 году Greenville Trust Company была создана холдинговая компания Citizens Financial Group.
В 1985 году компания Citizens изменила свой статус из взаимного сберегательного банка на федеральный акционерный сберегательный банк. Первое расширение деятельности в другие штаты началось в 1986 году с Массачусетса.

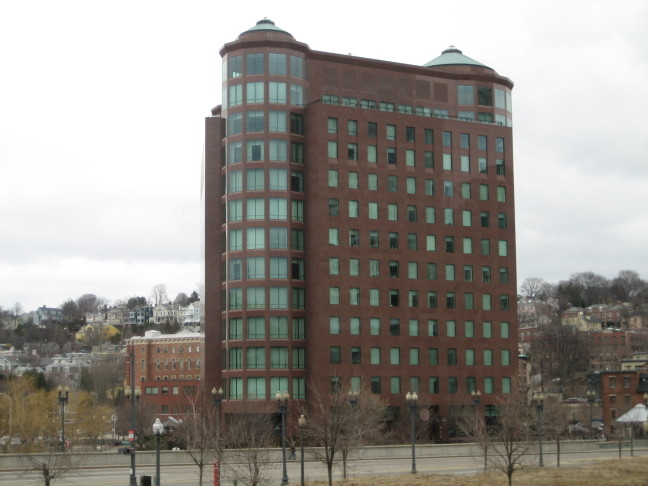
Штаб-квартира Citizens Bank в центре Провиденса, Род-Айленд

В 1988 году Citizens была поглощена британской Royal Bank of Scotland Group (RBS), которая использовала Citizens Bank для выхода на американский рынок. В последующие шестнадцать лет в собственности RBS, Citizens приобрели несколько более мелких банков в Новой Англии, став вторым по величине банком в регионе. В 1996 году Bank of Ireland приобрёл First NH Bank и получил таким образом 23,5 % акций Citizens, которые затем два года спустя приобрела RBS, возобновив 100 % контроль над компанией.
Расширение за пределами Новой Англии началась в 2001 году, когда RBS приобрела банковское подразделение розничного бизнеса Mellon Financial Corporation в Пенсильвании, Нью-Джерси и Делавэр.
В июле 2003 года банк купил право именования на новую домашнюю арену Филадельфия Филлис, назвав её Citizens Bank Park. 17 января 2003 года Citizens Financial Group приобрела пенсильванскую банковскую компанию Commonwealth Bancorp.
В 2004 году RBS приобрела у People’s Bank, базирующегося в Коннектикуте, подразделение кредитных карт; эта покупка позволила Citizens выпускать на рынок свои собственные кредитные карты. В конце 2004 года Citizens за $10,5 млрд приобрела базирующийся в Кливленде Charter One Bank, с отделениями в Иллинойсе, Огайо, Индиане, Мичигане, северной части штата Нью-Йорк и Вермонте.
С 1 сентября 2007 года отдельные банки, входившие в холдинг Citizens Financial Group, за исключением Citizens Bank of Pennsylvania, были объединены в RBS Citizens, N.A..
В результате мирового финансового кризиса Royal Bank of Scotland Group понёс крупнейшие убытки в британской истории, в результате покупки привилегированных акций контрольный пакет группы оказался у казначейства Великобритании. Для выкупа своих акций RBS пришлось начать распродажу зарубежных активов, сосредоточившись на внутреннем рынке. Значительный интерес к Citizens Bank, по слухам, проявляли бразильский Itaú Unibanco и канадский Toronto-Dominion Bank. Также в качестве возможных покупателей упоминались: Bank of Montreal, JPMorgan Chase, Wells Fargo, U.S. Bancorp, PNC Financial Services и Fifth Third Bank.
В феврале 2013 года RBS объявил, что по крайней мере частично продаст Citizens путём первичного публичного размещения акций в течение следующих двух лет. В ноябре того же года было решено продать Citizens Financial Group полностью. Акции группы начали котироваться на Нью-Йоркской фондовой бирже под тикером CFG 24 сентября 2014 года, размещение акций принесло $3 млрд. К апрелю 2015 года доля RBS Group снизилась до 45,6 %, а в июле 2015 года — до 23,4 %. RBS продал свою оставшуюся долю в группе в октябре 2015 года.
В 2016 году Citizens Financial Group впервые вошла в список пятисот крупнейших компаний США Fortune 500.
В августе 2018 года Citizens за $511 млн купила ипотечный банк Franklin American Mortgage с отделениями в Теннесси и Техасе.

## Деятельность

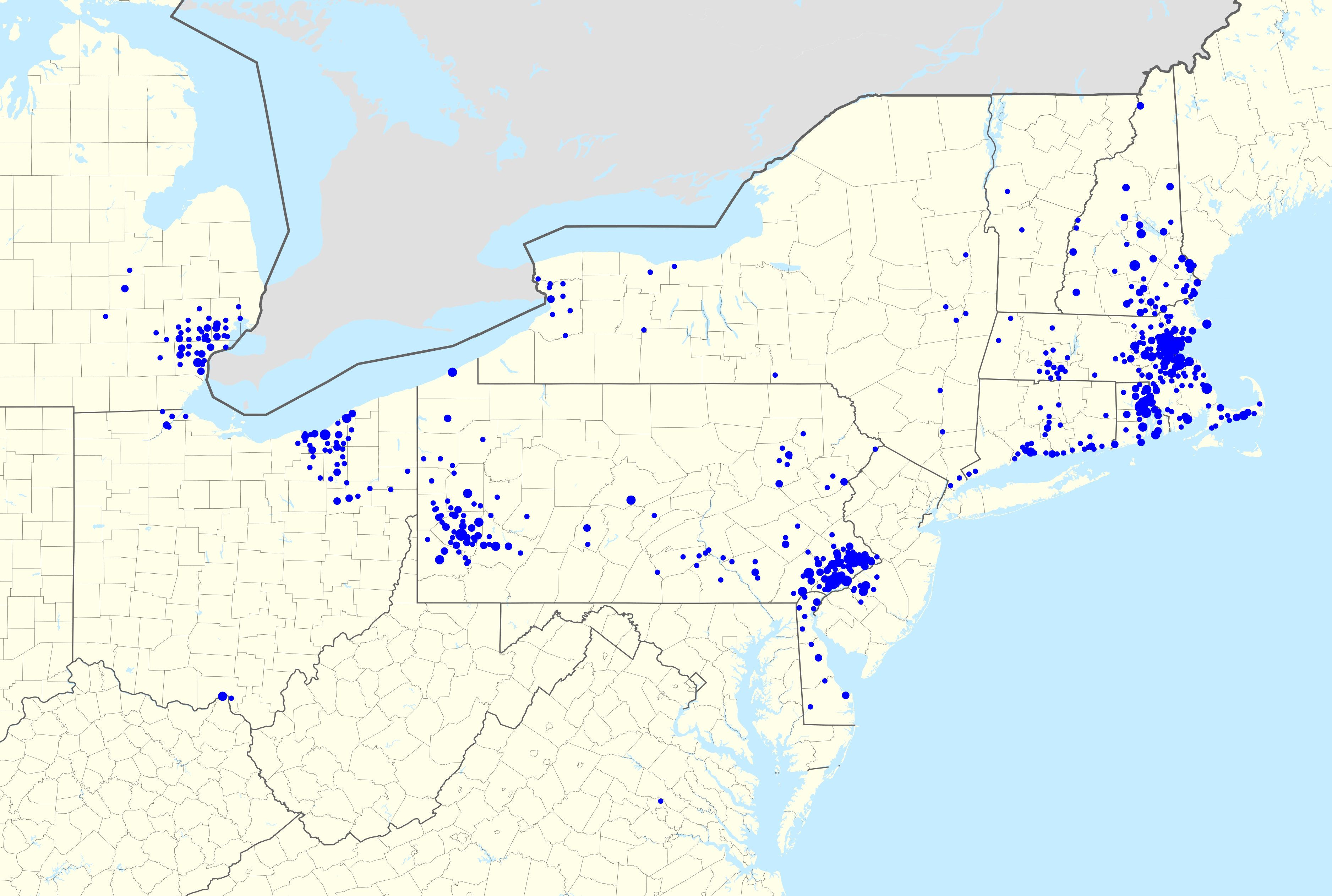
Корпоративный след Citizens

Citizens Financial Group осуществляет деятельность в штатах Коннектикут, Делавэр, Массачусетс, Мичиган, Нью-Гемпшир, Нью-Джерси, Нью-Йорк, Огайо, Пенсильвания, Род-Айленд и Вермонт. Сеть из 1100 отделений и 2700 банкоматов обслуживает около 5 млн розничных клиентов, а также малый и средний бизнес и крупные компании. Как и ряд других банков, Citizens имеет соглашения с несколькими сетями супермаркетов по размещению отделений в магазинах. Наибольшее число из них находятся в Питтсбурге на базе магазинов Giant Eagle, большинство из которых были приобретены у розничного банковского подразделения Mellon Financial. Citizens также имеют филиалы внутри многих магазинов Stop & Shop и Shaw’s в Новой Англии.
Две трети выручки компании даёт чистый процентный доход (в 2020 году 4,6 млрд из 6,9 млрд выручки). Выданные кредиты на конец 2020 года составили 123 млрд из 183 млрд долларов активов; принятые депозиты составили 147 млрд. Активы и выручка примерно равными частями разделены между двумя подразделениями компании, потребительский банкинг и коммерческий банкинг.
Citizens был одним из первых банков в США, начавших применение радиочастотной идентификации (RFID технологии) на своих банковских карточках, с помощью MasterCard PayPass. Однако, в конце 2009 года Citizens перешла на карточки Visa без технологии RFID.